# Kabwa
Le kabwa est une langue bantoue parlée dans la région de Mara en Tanzanie.

## Écriture
| a | bh | ch | d | e | f | g | h | i | j | k | m | n | ng’ | ny | o | p | r | s | sh | t | u | w | y |